# Cornelia (Heilige)
Cornelia, auch Kornelia, war eine Märtyrin der frühen Kirche. Sie lebte der Überlieferung nach im nordafrikanischen Tunis. Sie erlitt das Martyrium zur Zeit der Christenverfolgungen um das Jahr 300, zusammen mit Anesius, Felix, Theodulus, Portus, Abdas und Valeria in Karthago oder Tunis. Cornelia und ihre Gefährten werden im Martyrologium Romanum erwähnt. In der katholischen Kirche werden sie als Heilige verehrt.
Der Gedenktag der hl. Cornelia und ihrer Gefährten in der Liturgie ist der 31. März. In der christlichen Ikonographie wird Cornelia mit dem Attribut der Märtyrerpalme dargestellt.
In St. Malo in der Bretagne sollen sich einige Reliquien der hl. Cornelia befinden.